# Lucian Viziru
Lucian Gheorghe Petre Viziru  (n. 20 decembrie 1976, București) este un actor și cântăreț român, fratele actorului Augustin Viziru. Este solist în trupa Gaz pe foc. În 2011 înființează trupa "DarkTown" pentru care semnează muzica și versurile, fiind și solistul trupei. El este nepotul fostului tenismen Gheorghe Viziru. Căsătorit din 2010, cu Ema Daniela, cu care are și un copil, Mihai - Adrian. Din 2013 Lucian Viziru locuiește în Germania unde este antrenor de tenis.

## Biografie
- 1993 - câștigă Campionatele Mondiale Școlare tenis "World Schoolar Athlet Games" din SUA
- 1995 - vice-campion național tenis la dublu
- 1996 - a câștigat primul turneu internațional ITF
- 1996 - face parte din trupa "Gaz pe foc"
- 2004 - prezintă emisiunea "Povestiri adevărate" la Acasă TV și Știrile PRO TV, după la NATIONAL TV la emisiunea informativa Stirile NATIONAL TV
- 2005 - joacă în telenovela “Lacrimi de iubire"
- 2006 - joacă în telenovela “Iubire ca în filme"
- 2007 - joacă în telenovela “Inimă de țigan"
- 2008 - joacă în telenovela românească "Regina" pe Acasă TV
- 2009 - 2010 - joacă în două filme artistice în regia lui Sergiu Nicolaescu

## Filmografie
- Lacrimi de iubire (serial TV, 2005) - Mihai Teodoru
- Lacrimi de iubire (serial TV, 2006) - Mihai Teodoru
- Iubire ca în filme (serial TV, 2006) - Ciprian (Cipi) Barbu
- Inimă de țigan (serial TV, 2007) - Giani (Giuvaeru Fieraru)
- Regina (serial TV, 2008) - Rubin Cerceluș
- Supraviețuitorul (2008) - Cristian Vasile tânăr
- Poker (2010) - Marcel (tânăr)
- Om sarac,om bogat (2006)- Radu Maxim

Daria, iubirea mea-baiatul de la curse(episodul 16)
Clanul(2022)- Sorinache